# Денніс Люкенс
Денніс Роберт Люкенс (англ. Dennis Robert Lukens; 28 червня 1952) — американський футболіст та тренер. Колишній головний тренер та президент миколаївського «Суднобудівника».

## Кар'єра гравця
Виступав за футбольну команду Спрінгфілдського коледжу, а також на професіональному рівні захищав кольори «Бостон Сторм», засновником якого і був Денніс Люкенс.

## Кар'єра тренера
По завершенні кар'єри гравця розпочав тренерську діяльність. З 1988 по 1991 рік тренував футбольну команду Бриджвотерського державного університету.
Був помічником головного тренера у клубі «Каліфорнія К'югарс», а також очолював «Бостон Сторм» та «Бей Ареа Сілс».
Певний час був головним тренером олімпійської збірної Сент-Люсії.
У листопаді 2012 року призначений на посаду головного тренера українського клубу «Кристал» (Херсон), який виступав у Другій лізі. Люкенс став першим американським футбольним тренером на території колишнього СРСР та в Україні зокрема. У січні 2014 року був одним з шести американських тренерів, які тренували професіональні клуби в Європі. 14 березня 2014 року замінений на Сергія Шевцова.
Працював Директором тренерів Юнацької футбольної асоціація Массачусетса, а також — у Федерації футболу США.
З липня 2016 року очолював новостворений «Суднобудівник». 25 червня 2017 року Віктор Журов змінив американця на посаді головного тренера клубу, проте 23 липня американець знову очолив миколаївський клуб. Також займав посаду президента «Суднобудівника».